# Zwalczanie chorób roślin (II RP)
Zwalczanie chorób roślin (II RP) – procedury postępowania określające sposoby zwalczane lub tępione chorób roślin, chwastów i szkodników roślin. Zwalczanie chorób roślin oznacza ogół zabiegów mających na celu zabezpieczenia roślin i plonów przed szkodnikami i stratami w rolnictwie wyrządzonymi przez różne choroby i szkodniki roślin.
Podstawą prawną postępowania stanowiło  rozporządzenie Prezydenta RP na mocy ustawy z 1927 r. o zwalczaniu chorób roślin oraz o tępieniu chwastów i szkodników roślin. W 1937 r. wprowadzono nowelizację rozporządzenia mającą na celu udzielenia pomocy właścicielem gruntów, którzy ponieśli dotkliwe straty gospodarcze, przyczyniając się do opanowania chorób lub szkodników roślin.  

## Środki zwalczania chorób roślin
W celu zwalczania chorób roślin oraz tępienia chwastów i szkodników roślin były stosowane następujące środki:
- zakaz przywożenia z zagranicy, wywożenia zagranicę i przewożenia przez obszar Państwa roślin chorych, opanowanych przez szkodnika i podejrzanych, szkodników roślin, a także wszelkich przedmiotów, które mogą być rozsadnikami chorób i szkodników roślin;
- ustalanie warunków, którym winny odpowiadać zarówno rośliny przywożone z zagranicy, wywożone zagranicę i przewożone przez obszar Państwa, jak ich opakowanie i sposób transportu;
- ustalanie stacji granicznych, przez które może odbywać się przewóz roślin;
- wprowadzanie obowiązku niszczenia roślin chorych, opanowanych przez szkodnika i podejrzanych roślin nieuprawnych, a także obowiązku niszczenia chwastów i szkodników roślin na określonym przez władze, obszarze;
- wprowadzanie obowiązku wykonywania w określonym przez władze terminie czynności, zapobiegających pojawieniu się i szerzeniu się chorób i szkodników roślin, w szczególności zaś obowiązku oczyszczania i odkażania gruntów zarażonych i zagrożonych, wszelkich pomieszczeń i urządzeń, w których znajdowały się rośliny chore, opanowane przez szkodnika lub podejrzane, oraz wszelkich przedmiotów, które mogą być rozsadnikami chorób i szkodników roślin;
- ograniczanie sposobu zużytkowania roślin chorych, opanowanych przez szkodnika i podejrzanych;
- wzbronienie niektórych sposobów oczyszczania i przerobu roślin chorych, opanowanych przez szkodnika i podejrzanych;
- zakaz przewożenia i przenoszenia roślin z miejsca, w którym na roślinach tych zostały dostrzeżone oznaki choroby lub szkodnika, bądź objawy, wzbudzające podejrzenie pojawiania się choroby lub szkodnika, a także uzależnienie możności przewożenia i przenoszenia takich roślin od dopełnienia określonych przez władze warunków;
- wprowadzanie obowiązku zaopatrywania roślin, znajdujących się u osób handlujących niemi, w świadectwa zdrowotności lub świadectwa miejsca pochodzenia;
- ograniczanie na określonym przez władze obszarze obrotu roślinami i wszelkimi przedmiotami, które mogą być rozsadnikami choroby, szkodnika lub chwastów;
- zakaz uprawiania poszczególnych roślin w szczególności na gruntach zarażonych i zagrożonych;
- zakaz uprawiania roślin, które mogą być rozsadnikami chorób i szkodników roślin, a także uzależnienie możności uprawiania takich roślin od dopełnienia określonych przez władze warunków;
- wprowadzanie obowiązku powiadamiania władzy w określonym przez nią terminie o każdym wypadku wystąpienia objawów, wzbudzających podejrzenie pojawienia się chorób i szkodników roślin.

## Uprawnienia Ministra Rolnictwa
Minister Rolnictwa mógł:
- zezwalać zakładom, instytucjom i osobom, prowadzącym badania naukowe, na postępowanie odmienne w zakresie niezbędnym dla prowadzenia tych badań;
- normować w sposób specjalny postępowanie przy zwalczaniu chorób roślin oraz tępieniu chwastów i szkodników roślin na gruntach, stanowiących własność Państwa, a także na gruntach użytkowanych przez państwowe zakłady naukowe.

Państwo ponosiło koszty czynności władz do zwalczania chorób roślin oraz tępienia chwastów i szkodników roślin.
Minister Rolnictwa i Reform Rolnych przyznawał według swego uznania stosowną zapomogę tym właścicielom roślin i właścicielom gruntów lub ich faktycznym posiadaczom, którzy ponieśli dotkliwe straty gospodarcze, przyczyniając się przez to do opanowania choroby roślin lub wytępienia szkodników roślin, dokonywanych w interesie publicznym.

## Rola jednostek naukowo-badawczych i organizacyjnych
Podstawową rolę odgrywał Państwowy Instytut Naukowy Gospodarstwa Wiejskiego oraz instytucje, które Minister Rolnictwa do tego powołał, udzielały władzom wskazań technicznych w zakresie zwalczania chorób roślin oraz tępienia chwastów i szkodników roślin.
W celu wykonywania nadzoru nad stanem zdrowotności roślin oraz nad przestrzeganiem przepisów rozporządzenia przedstawiciele Państwowego Instytutu Naukowego Gospodarstwa Wiejskiego, a także powołani do tego pracownicy jednostek państwowych, urzędów i zakładów, a także związków samorządowych i organizacji społeczno-rolniczych   mieli prawo:
- wstępu na grunty oraz do wszelkich pomieszczeń i miejsc przechowywania, przerobu i sprzedaży roślin;
- badania roślin na gruncie i we wskazanych wyżej pomieszczeniach i miejscach, badania tych pomieszczeń i miejsc, a także badania urządzeń, służących do przerobu roślin, oraz środków ich przewozu i przenoszenia;
- bezpłatnego brania próbek roślin w ilości, niezbędnej dla ich zbadania;
- żądania potrzebnych informacji od osób, w których posiadaniu znajdują się grunty i określone wyżej pomieszczenia, miejsca i urządzenia;
- kontroli wszelkich prac związanych z oczyszczeniem roślin, gruntów, pomieszczeń i urządzeń, a także prac związanych z przerobem roślin;
- kontroli transportów roślin na stacjach kolejowych i przystaniach wodnych oraz zatrzymywania tych transportów w razie stwierdzenia, że nie odpowiadają one warunkom ustanowionym w rozporządzeniu.